# Fevzi Aytekin
Fevzi Aytekin (* 1946 in Ormanlı, Tekirdağ) ist ein türkischer Bauingenieur und Politiker.
Er absolvierte die Fakultät für Bauingenieurwesen der Staatlichen Işık-Hochschule für Ingenieurwesen und Architektur. Später wurde Aytekin freiberuflicher Bauingenieur und Anlagenbauer, Vorsitzender des Sportvereins Tekirdağspor, Fußballfunktionär in der Provinz Tekirdağ sowie schließlich Oberbürgermeister von Tekirdağ.
Bei den Wahlen von 1995 wurde er als Mitglied der Demokratischen Linkspartei (DSP) für den Wahlkreis Tekirdağ in die Große Türkische Nationalversammlung gewählt. Er war Mitglied des Ausschusses für Umwelt sowie des für Petitionen. Bei den Wahlen 1999 wurde er wiedergewählt und am 11. Januar 1999 zum Umweltminister unter Ministerpräsident Bülent Ecevit ernannt. Er ist verheiratet und hat zwei Kinder.